# Hans-Walter Zinser
Hans-Walter Zinser (geboren 26. Februar 1908 in Welzheim; gestorben 11. Juli 1972 in Berlin-Spandau) war ein  deutscher Landrat zur Zeit des Nationalsozialismus im deutsch besetzten Polen. In den Distrikten Krakau und Galizien war er als Kreishauptmann an der Organisation des Holocaust beteiligt.  In der Bundesrepublik wurde er 1953 Richter am Bundesverwaltungsgericht in Berlin.

## Leben
Hans-Walter Zinser studierte 1926 bis 1930 in Tübingen, Hamburg  und  Freiburg Rechtswissenschaften und promovierte 1932 zum Dr. jur. Während seines Studiums wurde er im Tübinger Wingolf aktiv. Der  SA trat er 1934 bei, der NSDAP konnte er erst nach der Lockerung der Mitglieder-Aufnahmesperre im Jahr 1937 beitreten. Am 1. April 1937 wurde er Regierungsrat im württembergischen Innenministerium und ab Juli 1939 persönlicher Referent des nationalsozialistischen Innenministers Jonathan Schmid.
Mit Einrichtung des Generalgouvernements in Polen war er ab September 1939 zunächst Landkommissar in Brzozów und wurde am 11. Januar 1940 Kreishauptmann im Kreis Miechów im Distrikt Krakau, seine Distriktgouverneure waren dort Otto Wächter und Curt Ludwig Ehrenreich von Burgsdorff. Zinser wechselte von August 1941 bis Februar 1942 in den Distrikt Galizien, sein Distriktgouverneur war dort Otto Wächter, zunächst nach Rawa-Ruska, wo von November 1941 an der Grenze des Kreises das Vernichtungslager Belzec erbaut wurde, und von Februar 1942 bis Oktober 1942 als Kreishauptmann nach Sambor. Im Ort Sambor wurden am 4. August 1942 6000 Juden unter den Augen des Kreishauptmanns in einen Güterzug gepfercht, 120 Juden waren schon bei der Razzia erschossen worden. Nach einer Tätigkeit bei der Regierung des Generalgouvernements war er vom 1. November 1943 bis Herbst 1944 wieder im Distrikt Krakau als Kreishauptmann im Kreis Dębica tätig.
Gegen Kriegsende 1945 war er Verweser des Landrats im Landkreis Crailsheim.

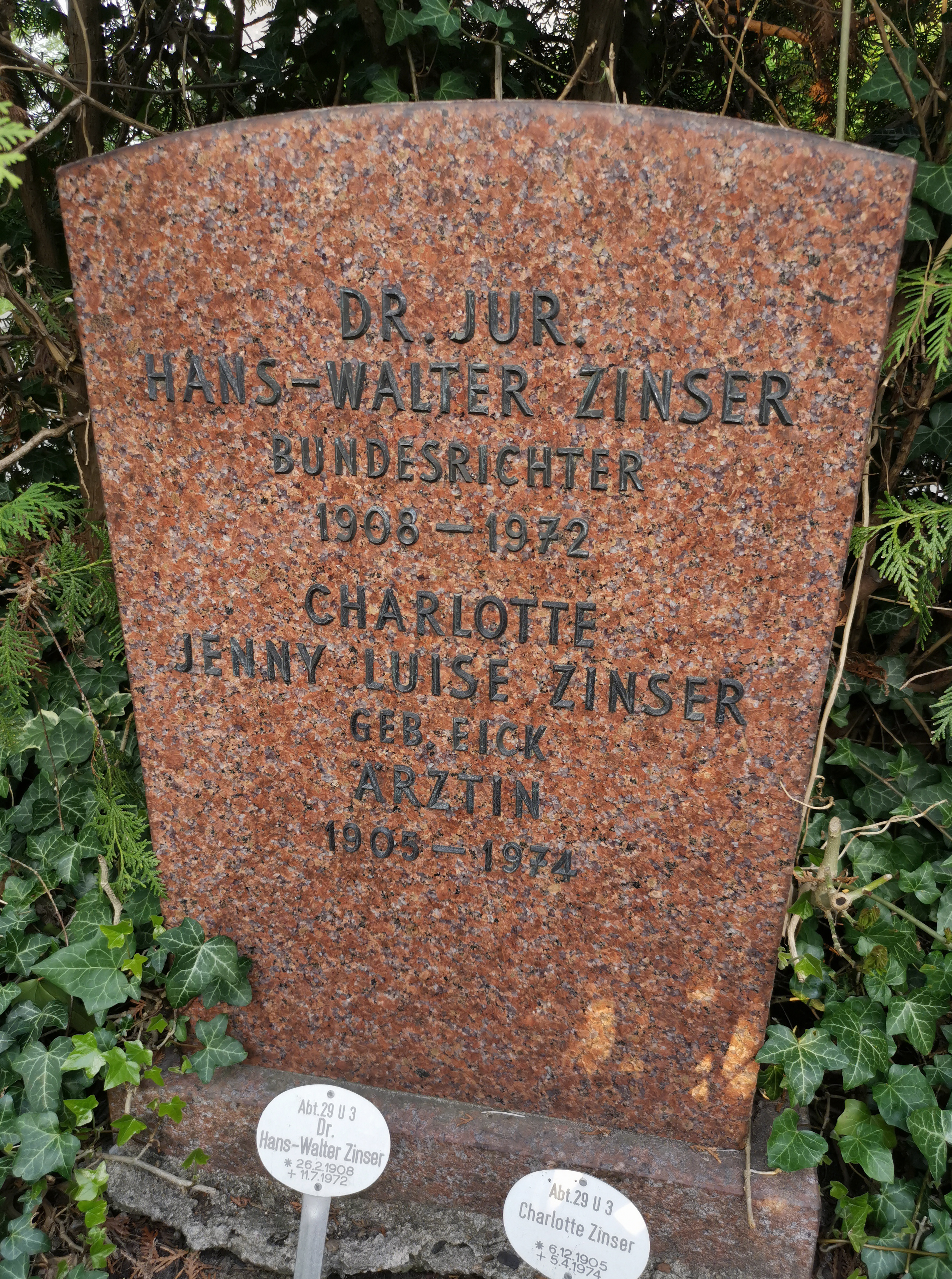
Grab auf dem Friedhof Berlin-Dahlem

Im Sommer 1945 war er sechs Wochen interniert. 1948 wurde Zinser entnazifiziert, der Spruch ist nicht bekannt, er kehrte 1949 als  Verwaltungsgerichtsrat in Stuttgart in den öffentlichen Dienst zurück und wurde 1953 an das Bundesverwaltungsgericht berufen.
Dass Zinser über die Judenaktionen im Voraus informiert war, ist, wie bei einer Reihe anderer Kreishauptleute,  belegt, Zinser wurde dazu am 24. November 1960, 26. Mai 1965 und 30. Juni 1965 vernommen. Das nach 1959 eingeleitete Ermittlungsverfahren wegen seiner Beteiligung an den NS-Verbrechen im besetzten Polen wurde am 18. Januar 1968 bei der Staatsanwaltschaft Berlin eingestellt.
Zinser wurde auf dem Friedhof Dahlem beigesetzt (ehem. Abt. 29 U 3, jetzt Feld 002-96).